# Leslie Calder
Leslie Adair Calder (25. září 1888 Southampton – 25. května 1954 Austin) byl anglický fotbalista, útočník. Po skončení aktivní kariéry působil jako trenér.
V roce 1935 se s rodinou vystěhoval na Nový Zéland.

## Fotbalová kariéra
V roce 1911 nastoupil v jednom utkání za Woolwich Arsenal. Od roku 1912 byl v Praze v DFC Prag. V roce 1925 hrál v československé lize za DFC Prag, nastoupil v 7 utkáních a dal 1 gól. 

## Ligová bilance
| Ročník                        | Zápasy | Góly | Klub             |
| ----------------------------- | ------ | ---- | ---------------- |
| First Division 1910/1911      | 1      | 0    | Woolwich Arsenal |
| Asociační liga 1925           | 7      | 1    | DFC Prag         |
| CELKEM 1. československá liga | 7      | 1    |                  |